# Wakana Koga
Wakana Koga (* 28. Juni 2001) ist eine japanische Judoka. Sie war 2021 Weltmeisterschaftszweite und 2023 Weltmeisterschaftsdritte im Superleichtgewicht, der Gewichtsklasse bis 48 Kilogramm.

## Sportliche Karriere
Wakana Koga war 2019 japanische Meisterin und Juniorenweltmeisterin. Anfang 2020 belegte sie beim Grand Slam in Paris den zweiten Platz hinter der Ukrainerin Darja Bilodid.
Nach der Wettkampfpause wegen der Covid-19-Pandemie belegte sie bei den japanischen Meisterschaften 2021 den zweiten Platz hinter Natsumi Tsunoda. Bei den Weltmeisterschaften 2021 in Budapest erreichte Koga das Finale mit einem Sieg über die Spanierin Julia Figueroa. Im Finale trafen Tsunoda und Koga erneut aufeinander und wieder gewann die fast neun Jahre ältere Tsunoda. Im Oktober 2021 siegte Koga beim Grand Slam in Paris.
2022 nahm Koga an den Asienmeisterschaften in Nursultan teil und gewann den Titel mit einem Finalsieg über die Kasachin Abiba Abuschakynowa. Im Mai 2023 bei den Weltmeisterschaften in Doha verlor Koga im Viertelfinale gegen die Französin Shirine Boukli. Mit Siegen über die Serbin Milica Nikolić und die zweite Französin Blandine Pont sicherte sich Koga eine Bronzemedaille.